# Кварельский муниципалитет
Кварельский муниципалитет (груз. ყვარლის მუნიციპალიტეტი qvarlis municipʼalitʼetʼi) — муниципалитет в Грузии, входящий в состав края Кахетия. Находится на востоке Грузии, на территории исторической области Кахетия. Административный центр — Кварели.

## История
Кварельски район был образован в 1929 году в составе Кахетинского округа, с 1930 года в прямом подчинении Грузинской ССР. В 1951—1953 годах входил в состав Тбилисской области.
В исторических источниках и археологическими исследованиями доказано, что на территории Кварельского муниципалитета существовали древнейшие поселения. В Грузинском Государственном музее им. академика С. Джанашия хранятся археологические предметы, найденные в районе нынешних сел Шилда и Энисели, которые относятся к позднему бронзовому периоду, а на территории нынешнего старого Гавази и (ныне Ахалсопели), Балгоджиани и Греми найдены предметы античного периода, семейного обихода и военного назначения. В окрестностях Греми-Некреси находились древнейшие культовые сооружения. Религиозным центром этого края является Некреси, который был основан царем Парнаджомом (в II—I в. до н. э). В IV веке царь Трдат построил на этом месте церковь, где в IVв обосновался один из ассирийских старцев — отец Абибос. При нём было основано Некресское епископство (просуществовало до XIX века). Изначально Некреси имел большое значение. В Некресское епископство входили не только территории вдоль рек, а и часть Дагестана (Дидоэтия).
Монастырский комплекс Некреси объединяет несколько памятников грузинского зодчества, одна из них — базилика малых размеров, которая относится ко II половине IV века, является одной из самых древних церквей в Грузии, сохранившихся до наших дней. Большая трёхцерковная базилика относится к началу VII века. К двухэтажному дворцу эпископа (VIII—IX вв., на данный момент остались только руины) в XVI в. была пристроена башня. На территории монастыря находятся останки зданий жилого и хозяйственного назначения, часовни малых размеров.
В XV—XVI вв. Кахетинское царство достигло своего наивысшего процветания, стольным городом того периода был Греми. Уникальная крепость-замок Греми с Архангельской церковью, обнаруженные на территории бывшего города останки строений, археологические материалы и исторические источники подтверждающие, что Греми был один из значительных культурно — торговых центров.
Здесь многократно переписывали тем самым умножая рукописи с XV века. Через Греми проходили большие караванные дороги, одна из них «Шелковый путь», связывающий Китай со Средиземноморьем и странами Чёрного моря.
Несмотря на то, что Греми являлся столицей Кахетии, о его жизни, истории, и внешнем виде тех времен сохранились очень скудные сведения. Но оставшиеся развалины строений и археологические материалы свидетельствуют о его значении и мощи. В 1614—1616 годах иранский Шах Аббас I во время походов безжалостно разрушил Греми и превратил в руины город. Позже Греми существует как столица недолгое время, и вернуть нынешнюю славу городу не удалось. В 1667 году царь Арчил предпочел перенести столицу Кахетии в более безопасное место-Телави, так как этот город был более безопасен от непрерывных нашествий дагестанских феодалов.
Ареши или Ариши — такое название у села в Кварельском муниципалитете, на территории которого ныне расположено село Мтисдзири. Оно являлось стратегическим центром в древнем Херети, располагалось на торговом пути, который связывал в раннюю феодальную эпоху Картли и Кахети с внутренними районами Албании.
Через Ареши проходила и сейчас проходит т. н. «Овечья дорога», по которой перегоняли овечьи отары в Дагестанские горы. По сведениям «Летопись Картли» в начале X века «объединенная армия царя абхазского Константина и хорепископа кахетинского Квирике побила отряд Херетский и согласно перемирию Патрик Херети Адарнас уступил Квирике Орчоби, а Константину- Гавази и Ареши».
Материальные останки бывшей славы — древнейшие крепости-форты, руины церквей с резьбой — в большом количестве можно обнаружить на этой территории. А величие его достигнуто было объединением Арешийцев вместе с другими дворянами, которые внесли большой вклад в объединение Грузии.
Один из самых красивых краёв Кахетии — Кварели — имеет богатое историческое прошлое.
Многими археологическими раскопками и источниками подтверждено, что здесь существовали значительные поселения.
Об основании и происхождении Кварели существует множество легенд. Одна из легенд гласит, что в чащях Дуруджи, во время охоты царю понравилась окрестность, особенно место, где ныне расположен Кварели, и царь велел: "Это милое место, и здесь должно быть построено село (« Сакварели» — любимый, милый).
Исторические источники сообщают, что на территории нынешнего Кварели ещё в ранних веках (в IV веке) здесь поселились пшавелы из села Квара; пришедших из Квара назвали «кварлели», и после, данная населенная местность приобрела данное название. Позже название понесло изменения и в конечном варианте представлен топонимом «Кварели».

## Административное устройство
В Кварельском муниципалитете находится 1 город и 12 сел.

### Список населённых пунктов
В состав муниципалитета входит 22 населённых пункта, в том числе 1 город и 21 село:
| Город/сёла                                             | Численность в 2014 году, чел. | грузины % | осетины % | аварцы % | удины % |
| ------------------------------------------------------ | ----------------------------- | --------- | --------- | -------- | ------- |
| Кварели (груз. ყვარელი)                                | 7739                          | 97,5      | 0,4       |          |         |
| Алмати (груз. ალმატი)                                  | 565                           | 99,5      |           |          |         |
| Ахалсопели (груз. ახალსოფელი), в прошлом Дзвели Гавази | 4158                          | 99,5      |           |          |         |
| Балгоджиани (груз. ბალღოჯიანი)                         | 719                           | 99,2      |           |          |         |
| Гавази (груз. გავაზი)                                  | 2945                          | 99,2      |           |          |         |
| Грдзели-Чала (груз. გრძელი ჭალა)                       | 28                            | 100       |           |          |         |
| Греми (груз. გრემი)                                    | 791                           | 98,5      |           |          |         |
| Зинобиани (груз. ზინობიანი), в прошлом Октомбери       | 337                           | 49,0      |           |          | 48,7    |
| Кучатани (груз. კუჭატანი)                              | 467                           | 93,4      | 5,8       |          |         |
| Мтисдзири (груз. მთისძირი)                             | 723                           | 89,5      | 9,4       |          |         |
| Сабуе (груз. საბუე)                                    | 1163                          | 99,6      |           |          |         |
| Санавардо (груз. სანავარდო)                            | 840                           | 95,7      |           |          |         |
| Сацхене (груз. საცხენე)                                | 23                            | 100       |           |          |         |
| Тиви (груз. თივი; авар. Гургин-росу)                   | 327                           | 30,0      |           | 68,8     |         |
| Тхилисцкаро (груз. თხილისწყარო)                        | 122                           | 90,2      | 2,5       |          |         |
| Цицканаантсери (груз. წიწკანაანთსერი)                  | 419                           | 54,4      | 43,4      |          |         |
| Чантлискуре (груз. ჩანტლისყურე; авар. Росохъ)          | 455                           | 7,5       |           | 88,1     |         |
| Чикаани (груз. ჭიკაანი)                                | 1928                          | 97,5      | 1,2       | 0,7      |         |
| Шакриани (груз. შაქრიანი)                              | 377                           | 99,7      |           |          |         |
| Шилда (груз. შილდა)                                    | 3927                          | 99,6      |           |          |         |
| Шорохи (груз. შოროხი; авар. Хъаладухъ)                 | 350                           | 6,0       |           | 94,0     |         |
| Энисели (груз. ენისელი)                                | 1424                          | 99,6      |           |          |         |

## География
Кварельский муниципалитет граничит с тремя административными муниципалитетами (Телавский муниципалитет, Гурджаанский муниципалитет, Лагодехский муниципалитет), и с Дагестанской автономной Республикой. Площадь муниципалитета 1000,8 км, сельскохозяйственные угодья занимают 80 266 га (36 %), общая площадь лесов составляет 58 600 га (27 %).

### Рельеф
Кварельский муниципалитет в основном делится на две части — часть высокогорья и равнины.
Места более высокие встречаются в северной части Кавказа и в виде его южного разветвления.
Что касается Алазанской равнины, она представлена в южной части муниципалитета. Кахетинский Кавказ распространен в северной части муниципалитета с вершины Саджихве до вершины Джваристави. Кахетинский Кавказ в основном выстроен юрскими пластами, встречаются также палеозойские отложения и меловые осадки. В горах Кахетинского Кавказа возвышаются вершины-Хубиара (3104м), Челтистависцвери (3053м), Асакидистависцвети (3047м), и Ниникасцихе(3117м).
Среди перевалов выделяют Кадори (2364 м над уровнем моря), который связывает Кахети с Дагестаном.
Здесь же расположены перевалы Мушаки и Дуруджи.
Из разветвлений Кахетинского Кавказа в рамках муниципалитета распространяется в виде хребтов Гиргал- Саджихве, Буриани, Ланджаури, Сатибисгори, Сакарауло, Похали, Цителгори, Чадуни.
Для данных хребтов характерны узкие и крутые склоны.
С запада от Кварели, на правом побережье реки Дуруджи, находится низкий холм Кудигора, который представляет собой водораздел между реками Дуруджи, Челти, конечную южную часть хребта Похали. Высота холма Кудигора изменяется между с 500 м до 800 метров. На холме возвышена гора Кудигора. Она выстроена верхнеюрскими и валанжинскими песчаниками и известняком.
Значительные оросительные орографические единицы: долины рек Дуруджи, Челти, Инцоби и Бурса.
1)	Долина Дуруджи. Ограничена главным хребтом Ниникацисхе- Зургиствали, хребтом Цителгористави и Похали. Протекает река Дуруджи, длина которой 14,6 км (по прямой), фактически 19,8 км. Главные составляющие истоки воссоединяются на абсолютной высоте 735 метров .
2) Долина Челти. Ограничена главным отрезком главного хребта Ниникасцихе-Зургиствали, хребтами Бурианиссери и Похали. Протекает река Челти, длина которой (от горы Нинисцихе до села Шилда) по прямой — 17,5 км, фактически 18,9 км.
3)	Долина Инцоби. Ограничена отрезком главного хребта Кадорисмита-Хубиара, хребтами Саджихве и Бурианиссери. Длина реки Инцоба (от Кадорского хребта до села Сабуэ) по прямой 20 км, фактически 24,4 км. Главным притоком реки Инцоба является река Болиа, которая впадает в реку с её правой стороны.
4)	Долина Бурса. Долина начинается с главного ската хребта, у горы Дидгори, и ограничена хребтами Ланджаури и Цителгори. Длина реки Бурса (от горы Дидгори до котловины Бурса) по прямой − 10,1 км, фактически — 12 км.
Южная часть Кварельского муниципалитета размещена на среднегорной аккумуляционной равнине Алазани, высота которой в рамках муниципалитета равна 240—400 м. Высота равнины у Санавардо-310 м, около Гавази- 255 м, равнина Алазани характерна плоской поверхностью, конусообразными выносами. Её строение состоит из молодых аллювических осадков -булыжника, галечника, глины.
Муниципалитету Кварели характерна очень красивая, интересная, привлекательная природа.
На самом деле горы, реки, архитектурные памятники этой местности отличаются особенной красотой.

### Внутренние воды
Кварельскому муниципалитету характерна густая речная сеть, которая зависит от условий рельефа и климата. Главной речной артерией является река Алазань, которая протекает в южной части границы муниципалитетов Гурджаани и Телави, длиной около 35 км (по прямой). Холмы предгорья разделены по частям: притоками левой стороны Алазани (Инцоба, Дуруджи, Челти и др.), которые довольно глубоко врезаются на территорию равнины. Особенного внимания заслуживает Дуруджи, который возник при воссоединении Белого Дуруджи и Чёрного Дуруджи. Русло реки врезается в наваленный песок.
В верхнем течении его бассейн очертан в виде веера, в нижнем течении — сравнительно широкий. Русло реки скалистое и обрывчатое. В окрестностях Кварели дно долины полностью занимает конусообразный вынос, на котором река разветвляется.
Ниже от Кварели Дуруджи в виде нескольких пройм направляется к Алазани и впадает в его левую сторону. Питание реки происходит дождевыми и снеговыми водами.
Средний годовой расход 1,06 м³/сек. Дуруджи создаёт огромный конусообразный вынос, около Кварели длина — 10 км, ширина — 6,5 км. Река очень буйная, во время ливнев не раз пострадал город Кварели от разрушительного наводнения, на реке Дуруджи неоднократно проводились разного рода мероприятия по предотвращению последствий наводнения, но без результата. В верхнем течении Дуруджи создается типичное структурное наводнение, и расход может достигнуть 200 м³/в сек.
С южных склонов Кавказа текут реки — Бурса (длина 27 км), Челти (длина 28 км), Инцоба (длина 22 км), Лопота (длина 33км), Ареши (длина 36 км), Аванисхеви(длина28 км) и др. В муниципалитете протекают малые притоки вышеупомянутых рек, такие как река Патмасури с правым притоком Кориани (бассейн реки Бурса), Наколаурисцкали (правый приток Лопота), Болиа (правый приток Инцоба), Баскинтела(правый приток Челти), Шорохеви, Квацерисцкали (это две реки представляют собой левый приток Аванисхеви), Учара (бассейн Алазани) и др.
На территории муниципалитета протекают реки и более помельче, (есть небольшие овраги), которые образуются на данной территории. Они вытекают из конусообразных выносов. Такого рода малых оврагов множество в восточной части муниципалитета. Кроме Дуруджи создает огромный конусообразный вынос река Шорохеви и река Ахалсопели в окрестностях Ахалсопели.
На конусообразном выносе расположены села Энисели, Шилда, и другие.
Реки муниципалитета относятся к типу смешанного питания. В питании малых рек в основном принимают участие подземные воды. На правом берегу реки Дуруджи на высоте 430 м над уровнем моря построено благоустроенное Кварельское водохранилище. Длина которого около 1 км. Используют водохранилище для орощения, отдыха.

### Климат
Территория Кварельского муниципалитета относится к умеренно влажному субтропическому поясу. В нижнегорье на высоте 100—1200 мм над уровнем моря умеренно холодная зима, теплое лето, средняя годовая температура воздуха составляет 8-9 °C. На высоте 1700—1800 метров над уровнем моря зима здесь холодная, длинное холодное лето, средняя годовая температура 5-6 °C. Выше 1800 метров средняя годовая температура падает до 3-4 °C. Среднее годовое количество осадков от 795 мм до 938 мм, колеблется по зонам. Максимум количества осадков приходит на месяц май, минимум — на январь.

### Почва
В Кварельском муниципалитете имеет место аллювическая безкарбонатная лесно-луговая глиняная почва. Но из-за рельефа и микрогеографических условий на малых отрезках встречается почва разного вида. У подножья гор Кварели, на конусообразных выносах у сел Ахалсопели, Энисели, города Кварели, распространены обильно гравийные аллювиальные и пролювические почвы малой толщины.
В долинах рек Челти и Инцо распространены почвы аллювические, безкарбонатные, глиняные. В бассейне реки Дуруджи у горы Кварели выражена почва нескольких типов: коричневая лесная почва, песчаная почва, малоразвитая вымытая почва, горно- лесно- луговая почва, неразвитая коричневая почва, пролювические и делювические почвы.
На левой стороне равнины Алазани господствует безкарбонатная аллювическая почва, но местами, там где возникают юрские известняки, на их иссохшей коре развиты аллювические безкарбонатные глиняные почвы. В стороне Гавази распространены сырые луговые глиняные почвы.

### Ландшафты
В муниципалитете Кварели выделяются следующие виды ландшафта:
1. Аккумулятивная равнина с лесно-луговой растительностью и аллювической почвой;
2. Конусообразная нанесенная равнина — с лесом, кустарником и аллювическими почвами;
3. Умеренно сырой климат с дубово-грабовыми и кустарниками, на лесных серых почвах;
4. Умеренно сырой климат с широколиственным лесом (где преобладает бук) и лесными серо-песчаными почвами;
5. Субальпийские леса и луга с горно-луговыми почвами;
6. Альпийские луга на горно-луговой почве.

### Флора
В Кварельском муниципалитете распространен тип леса с лианообразными растениями. Довольно в хорошем состоянии сохранены леса местами у притока реки Шорохеви, с восточной стороны сел Цицканаантсери и Гавази, у берегов Алазани, у притока Дуруджи др. Этот лес создан из дубов низменности, вяза, ясеня местами ольхи, граба, и др. Часто встречается лианообразные — клематис, обвойник греческий, смилакс и др.
На высоте 1400 метров Кварельского муниципалитета встречается букняк, с дубравой, есть ещё герань, боярышник, кизил, дикий ткемали (подвид алычи) и др.

### Фауна
Фауна в Кварельском муниципалитете многообразна. В северной части кавказского леса встречается бурый медведь, серна, косуля. Много диких свиней, почти везде заяц, волк, шакал, лиса, ласка, соня- полчок, и др. Несколько видов птиц- встречаются перепела и кавказский улар.
Из пресмыкающихся — черепаха, ящерица, змея.
В реках водится множество видов рыбы, таких как: храмули (род карповых), гочала (голец), мурца, карп, сазан, чанари (рыбы-кобра), усач и др.

## Население
По состоянию на 1 января 2018 года численность населения муниципалитета составила 30 275 жителей, на 1 января 2014 года — 36,9 тыс. жителей.
Согласно переписи 2002 года население района (муниципалитета) составило 37 658 чел. По оценке на 1 января 2008 года — 37,0 тыс. чел., на 1 января 2010 года — 37,1 тыс. чел.
| Грузины       | 34 296 | 91,1 %   |
| Аварцы        | 1900   | 5,00 %   |
| Осетины       | 762    | 2,02 %   |
| Армяне        | 248    | 0,66 %   |
| Удины         | 203    | 0,54 %   |
| Русские       | 158    | 0,42 %   |
| Абхазы        | 25     | 0,07 %   |
| Греки         | 31     | 0,08 %   |
| Азербайджанцы | 17     | 0,05 %   |
| Украинцы      | 12     | 0,03 %   |
| Езиды         | 7      | 0,02 %   |
| Кистины       | 1      | 0,01 %   |
| всего         | 37 658 | 100,00 % |

| Грузины       | 27 990 | 93,84 %  |
| Аварцы        | 973    | 3,26 %   |
| Осетины       | 361    | 1,21 %   |
| Удины         | 164    | 0,55 %   |
| Армяне        | 141    | 0,47 %   |
| Русские       | 72     | 0,24 %   |
| Азербайджанцы | 27     | 0,09 %   |
| Греки         | 24     | 0,08 %   |
| Езиды         | 23     | 0,08 %   |
| Украинцы      | 11     | 0,04 %   |
| другие        | 41     | 0,14 %   |
| всего         | 29 827 | 100,00 % |

Согласно переписи населения 1939 года, в Кварельском муниципалитете Грузинской ССР лезгины составляли 3143 чел. (8,7 %).

## Образование
В муниципалитете есть: 21 общеобразовательная школа, 1 частная школа, 21 детский сад-ясли, 3 альтернативных детских садиков.
Количество учащихся в школах — 3350 учеников.
В детских садах-яслях числится 1100 воспитанников.
В муниципалитете функционирует 7 библиотек (6 сельских и 1 городская), 7 музыкальных школ и один Дом молодёжи и школьников.

## театр
В Кварели действует народный театр имени Котэ Марджанишвили — основоположника грузинского театра, труппа театра в основном комплектована актёрами-любителями.

## Ансамбли грузинской песни и танцев
В Кварельском муниципалитете функционирует детский фольклорный ансамбль, созданный на базе школы для будущих лотбаров, фольклорный ансамбль «Хеуро», женский фольклорный ансамбль села Шилда «Нелкариси», фольклорный ансамбль села Ахалсопели «Кахело». Фольклорные ансамбли танцев : «Роква», ансамбль «Ахалсопели», ансамбль «Кавкасиони».

### Народные праздники
Народный праздник Илиаоба, который отмечается каждый год 8 ноября, начиная с 1937 года.

## Спорт
К 2022 году в спортивной школе города Кварели функционирует 9 спортивных отделов: баскетбола, волейбола, гандбола, вольной борьбы, дзюдо, грузинской борьбы, бокса, каратэ и кружок по шахматам. В 9-ти спортивных отделах занимаются до 600 учеников. В Спортивной школе Кварели воспитывался чемпион мира Зураб Иакобишвили.

## Экономика
В Кварельском муниципалитете хорошо развито сельское хозяйство, в основном виноградарство. Главная отрасль сельского хозяйства дает 80 % от всей прибыли. Сельскохозяйственные угодья занимают 35 945 га. На территории муниципалитета развито животноводство, птицеводство и др.
Интенсивно развивается виноделие. Функционирует множество винных заводов. В этой местности находится микрозона Киндзмараули — знаменитого сорта винограда.

## Достопримечательности
В муниципалитете в первую очередь надо отметить село «Греми», которое расположено на высоте 480 метров над уровнем моря. Считается, что на территории Греми были поселения поздней бронзовой эпохи. Греми представлял собой одним из культурно- торговых и экономических центров феодальной эпохи Кахетии. В 1466 году Греми является столицей царства Кахети. На территории Греми сохранились такие значительные архитектурные памятники, как церковь Архангела. Церковь построена в 1565 году царем Леваном.
Среди других археологических памятников интересны останки церкви св. Богородицы в селе Шилда, которая была известна местному населению как «Квелацминда» (дословно: «Всех святых») Барсхана. Церковь богородицы в Гавази (VI в.). В Энисели — храм Пасхи (1574—1605), в окрестностях находятся останки бывшего поселения Шихиани. На территории муниципалитета есть исторический город Некреси. (Основал царь Парнаджом в II—I вв. до н. э).
Другие памятники зодчества:
- Купольная церковь «Кварацховели» в селе Чикаани (XV—XVII вв.)
- Останки храма Солнца, датированные III тыс. до н. эры, городские руины этого периода с названием Нелкариси и др.

Объекты культуры, музеи и места исторической достопримечательности:
- Музей Ильи Чавчавадзе
- Музей Котэ Марджанишвили
- Музей нумизматики.
- Кварельский Народный театр им. Котэ Марджанишвили
- Музей Греми[21]
- Замок -стена в Кварели

## Знаменитые горожане
| Фото | имя и фамилия           | Годы      | Описание                                                                                                   |
| ---- | ----------------------- | --------- | --- |
|      | Илья Чавчавадзе         | 1837-1907 | грузинский поэт, публицист и общественный деятель, националист[3][4][5], боровшийся за суверенитет Грузии. |
|      | Котэ Марджанишвили      | 1872-1933 | грузинский и советский режиссёр театра и кино, основоположник грузинского театра.                          |
|      | Мако Сапарова- Абашидзе | 1860-1940 | грузинская актриса и театральный деятель                                                                   |
|      | Вахтанг Таблиашвили     | 1914-2002 | грузинский режиссёр                                                                                        |

## Побратимые города
- Республика Литва — Плунгеский район.
- Республика Латвия — район Энгуре.